# Lijst van plantensoorten op wetenschappelijke naam
Dit is een lijst van plantensoorten op wetenschappelijke naam.
Zie ook de lijst van plantensoorten op Nederlandstalige naam en lijst van soortaanduidingen bij plantennamen